# 人口爆発

1800年以降の世界人口の推移。世界人口はこの2世紀で10億人から60億人超へと急増している。

人口爆発（じんこうばくはつ）とは、人口が急激に増加することを指して言う言葉である。対象となる規模は世界全体またはある特定の国・地域に及ぶ。

## 概要

地域別の人口の推移 (1950年-2050年)

世界人口は長く緩やかな増加を続けてきたが、18世紀から21世紀に至るまで「人口爆発」と呼べるほどのスピードで急増した。西暦1年ごろに約1億人（推定）だった人口は1000年後に約2億人（推定）となり、1900年には約16億5000万人にまで増えた。その後の20世紀、特に第二次世界大戦後における人口の増加は著しく、1950年に25億人を突破すると、50年後の2000年には2倍以上の約61億人にまで爆発的に増えている。また、国連人口基金は2011年に70億人、2022年には80億人を超えたと推計しており、11年間に10億人とおよそ1年で1億人のペースで増加している。
21世紀初頭では、アジアやラテンアメリカをはじめとする多くの開発途上国で出生率は低下してきており、世界の人口増加率は減少する傾向にあるものの、中東やアフリカ地域の出生率は依然高く、人口増加は続いており、西暦2038年には90億人を突破、さらに2056年に世界の人口は100億人に達することが見込まれている。
しかし世界の人口増加率は1965 - 1970年の2.06 %をピークとして減少し続けており、人口の増加は続くものの人口爆発の危機は遠のいたとされ、今後は世界レベルでの高齢化、人口ボーナスの活用、地域間の格差と移民が人口問題の焦点になってきている。
このため、人口の最適化も研究されており、通常、質の高い証拠と考えられるメタ分析によると、最適な人口数は77億人、下限と上限は6億5,000万人と980億人である。

## 原因
人口爆発は様々な事象がその原因であると見られている。

### 産業革命
人口爆発が始まった時期は、産業革命が進んでいた時期とほぼ重なるため、産業革命が要因であるという見方がある。産業革命が人口爆発につながる要因として、以下のものが挙げられる。
- 工業化により、工業生産が増大し貿易によって他地域の食料と交換できるため、地域の穀物産出能力に縛られることなく人口増大が可能となる。
- 技術革新の進展で医療が発達すると同時に、医療サービスの生産量増大が可能となるため死亡率（特に子供の死亡率）が低下する。
- 鉄道や蒸気船により、物流効率が上がり穀物貿易のコストを低下させ、穀物貿易を促進する。
- 化学肥料・農薬・農機の生産や、電力使用により穀物産出力が高まる。

### 穀物
化学肥料の誕生以前は、単位面積あたりの農作物の量に限界があるため農作物の量が人口増加に追いつかず、増加量に歯止めがかかっていた（マルサスの人口論）。しかしハーバー・ボッシュ法による窒素の化学肥料の誕生や過リン酸石灰によるリンの化学肥料の誕生によりヨーロッパやアメリカでは人口爆発にも耐えうる生産量を確保することが可能となった。
イギリスにおける農業革命や、20世紀における自由貿易の進展のほか、1944年に始まった緑の革命により穀物は低コストで大量生産されるようになった。これが発展途上国における人口扶養力の増大をもたらした。

### 医療
近代以前は、乳幼児死亡率が現在よりも高く、感染症の予防も困難であった。このため、人がたくさん生まれてたくさん死ぬ多産多死の状況の中、人口は容易に増えなかった。しかし、医療技術が発達すると多産少死になる。死亡率の低下によって寿命が延びる。さらに乳幼児死亡率が低くなるため、急激に人口が増大する。やがて出産のパラダイムが変わり少産少死へ移行する。この移行期間はそれほど長くはないが、この間の人口増加はとても激しい。また、公衆衛生が発達し人口密集の医学的リスクが低下することも人口増大の制約を緩和する。
1970年代、バーミンガム大学教授トマス・マキューンは、西洋における人口爆発における医療の役割を説明した。これは、ラロンド・レポート、ヘルシー・ピープルなどにより追認され、健康づくりへのパラダイム・シフトが生じるきっかけとなった。

### 都市化
都市化による人口移動が出生を増大させ、人口爆発につながるという見方がある。
産業革命以後、都市への人口集中が加速すると若年労働者が農村を離れ大量に都市へ集中することになった。農村におけるさまざまな道徳・文化・制度的な制約を離れた若者は、都市においてたくさんの子供を出生することになった。このため、都市では流入人口と共に自然増も増大し人口爆発が起きた。

### 貧困と不平等
国際連合人口基金の発表する世界人口白書2011年版では、世界の最も貧しい国々のいくつかでは、出生率の高さが開発を滞らせ、貧困を長期化させていると指摘している。同白書は、経済的不平等・貧困と社会的不平等の存在が人口増加の原因となっており、その人口増加がさらなる貧困と不平等を生んでいるとして、この悪循環を断ち切ることが人類の課題であると提言している。

## 問題
人口爆発は、様々な不足をもたらす。食糧不足、住宅不足、用水不足、雇用不足、資源不足などである。結果として貧困がもたらされる。そのため、常にこれらの購買に全力を投じる結果となり、投資が少なく生産力増大に制約がかかる。
経済成長理論では、人口増加は一人当たりの資本を減少させ、貧しくする要因とされている。実際に、長期の一人当たり実質GDPの成長率と人口増加率を見ると、人口増加率の高い国ほど一人当たり実質GDPの成長率が低い。
人口増大の結果、農村が人口を扶養できなくなると都市への流入が増大する。都市は結果として様々な設備・サービスが不足することになる。都市の生活環境は悪化し効率性が大きく損なわれる。増大した人口が開発を進めることで、環境破壊や資源枯渇といった問題も発生する。エネルギー消費の増加により地球温暖化進行の加速を促したり、不足の解消を目的に戦争が勃発する危険もある。

## 歴史
過大な人口に由来する問題は常に歴史を左右してきた。

### 中国
中国の人口は幾度も増加と急減を繰り返してきている。まず、統一的な政権が生まれ統一的な政策が打たれることで、生活の改善が図られ人口増大が始まる。人口増大と生産増大はやがてずれ始め貧困が発生する。飢饉と世直しを目的にした内戦により人口が急減する。また統一政権の下で人口増大が始まる。このようなサイクルが繰り返されてきた。ただし中国の政権の範囲外からの外敵の侵入といった事例も多いため、一概に内戦だけで人口減が起きている訳ではない。
清代から農業技術の発達（新大陸原産の農業作物の導入）のため、可耕地の増加により人口増加が加速した。20世紀から21世紀初頭にかけて、中華人民共和国は世界最多の人口を保持していたが、一人っ子政策により少子高齢化が急速に進み、2010年代のうちに人口減少に転じるとみられていた。中国政府の公式発表では少し遅れ2022年の発表から人口が減少し始めた。

### 日本

日本の人口の推移と今後の予想人口 (1872年-2100年)

日本の人口は江戸時代には2600万人程度だったとされる。人口がこの水準に留まっていたのは間引き（子殺し）を行う風習があったためである。関東地方と東北地方では百姓の貧困が原因で「間引き」が特に盛んに行われ、都市では職人や商人の風俗退廃による不義密通の横行が主な原因で行われた。また小禄の武士階級でも行われた。
日本の人口は、開国後に急増を始める。1872年（明治5年）の段階では3480万人だった日本の人口は1912年（明治45年）に5000万人を突破し、1936年（昭和11年）には6925万人に達していた。これは間引きが罰せられるようになったことで大家族の家庭が多くなったのに加え、明治以降の保健・医療など公衆衛生水準の向上、農業生産力の増大、工業化による経済発展に伴う国民の所得水準の向上と生活の安定などの要因により発生した人口爆発だった。
また明治以降の居住の自由化により、特に都市人口の増大が急激だった。第一次世界大戦後の不況で失業者数が増加した昭和初期には人口過剰が重大な社会問題となった。その解決のため政府は日本国外への移民奨励キャンペーンを行ったが、人口抑制効果は限定的だった。
第二次世界大戦の社会的経済的混乱を経て、1947年から1949年に第一次ベビーブームが発生。また外地からの引き揚げも加わって人口増加率は年率2%を超えた。1948年（昭和23年）に人口8000万人だったのが、1956年（昭和31年）には9000万人、1967年（昭和42年）に1億人を超えた。当時において日本は中国、インド、アメリカ、ソ連、インドネシア、パキスタンに次ぐ第7位の人口を有する国となった。100年の間に総人口が3倍に増えた計算となる。1971年から1974年の間、第一次ベビーブーム世代の結婚・出産に伴う第二次ベビーブームが発生。しかし戦後は結婚から育児にかけての費用の増加や価値観の多様化、女性への負担などもあって、出生率は全体的には低下傾向にあり、そのため2008年の1億2808万人をピークとして人口減少傾向に入り、近年では少子高齢化が社会問題化している。

## 関連文献

### 単行本
- アンガス・ディートン 著、松本裕 訳『大脱出 - 健康、お金、格差の起原』みすず書房、2014年。（原書 Angus Stewart, Deaton (2013), The Great Escape: Health, Wealth, and the Origins of Inequality, Princeton: Princeton University Press）